# Lov om byfornyelse og udvikling af byer
Lov om byfornyelse og udvikling af byer, LBK nr. 1256 af 07/12/2005, er en lov der giver kommunerne mulighed for at 
- lave områdefornyelse i nedslidte byområder
- støtte istandsættelsen af utidssvarende ejendomme (bygningsfornyelse)
- etablere fælles gårdanlæg

## Områdefornyelse
Områdefornyelse svarer lidt til helhedsorienteret byfornyelse i tidligere love. Det handler om at kommunen kan udpege et afgrænset område som trænger til et løft. Ved områdefornyelse kan kommunen lave pladser, tove, kulturelle foranstaltninger, trafik foranstaltninger m.m. Det er en betingelse at der sker borgerinddragelse.

## Bygningsfornyelse
Både udlejningsejendomme, andelsforeninger og ejerlejlighedsejendomme kan byfornyes, men regler er meget forskellige. Fælles for alle ejendomme er dog, at det skal være ældre ejendomme og være enten nedslidte eller have installationsmangler, f.eks. manglende toilet.
Andelsboliger og ejerboliger er omfattet af ens regler om støtte. Disse ejendomme kan kun modtage støtte til arbejder på klimaskærm (dvs. tag, facade, vinduer m.m.), samt til udbedring af installationsmangler. Støtten er et kontant tilskud fra kommunen på op til 25% eller 33% afhængigt af ejendommens bevaringsværdi.
For udlejningsejendomme gælder at alle former for arbejder i princippet kan omfattes af byfornyelsesloven. For arbejder der er omfattet af byfornyelse beregner ejeren en huslejestigning som normalt efter lejeloven. Dvs. at udlejeren kun kan opkræve en huslejestigning hos lejerne af forbedringsarbejder. Støtten fra kommunen kommer så som Indfasningsstøtte til lejeren, som hjælp til huslejestigningen. Kommunen kan samtidigt give ejeren støtte til vedligeholdelsesarbejder (arbejder der ikke kan give huslejestigning, f.eks. istandsættelse af taget), og den støtte er som kontant erstatning. 

## Fælles friarealer
Kommunen kan træffe beslutning om, at sammenlægge friarealer for flere ejendomme. I så fald betaler kommunen hele udgiften til etableringen af gårdanlægget, mens ejendommene efterfølgende skal betale driften.